# Gedali Szapiro
Gedali (Grzegorz) Szapiro (ur. 28 października 1929 w Siedlcach, zm. 28 grudnia 1972 w Riszon le-Cijjon) – polski i izraelski szachista, olimpijczyk.

## Życiorys
W połowie lat 50. XX wieku należał do szerokiej krajowej czołówki. W roku 1955 wystąpił w finale mistrzostw Polski rozegranym we Wrocławiu, dzieląc wraz z Wacławem Łuczynowiczem VII-VIII miejsce. Rok później reprezentował narodowe barwy na olimpiadzie w Moskwie (na V szachownicy uzyskał wówczas 2 pkt w 7 partiach) oraz na drużynowych mistrzostwach świata studentów, rozegranych w Uppsali (grając na II szachownicy zdobył 3½ pkt w 6 partiach).
W roku 1961 osiągnął duży sukces, dzieląc IV miejsce (wraz z Ja’irem Kraidmanem, za Milanem Matuloviciem, Petarem Trifunoviciem i Mosze Czerniakiem) w Netanji. W 1962 po raz drugi wystąpił na olimpiadzie, reprezentując Izrael (uzyskał 6½ pkt w 11 partiach, występując na VI szachownicy).
Według retrospektywnego systemu Chessmetrics, najwyżej sklasyfikowany był w sierpniu 1962 r., zajmował wówczas 232. miejsce na świecie.